# Los años pasan
Los años pasan es una telenovela mexicana dirigida por Jorge Sánchez Fogarty y  producida por Valentín Pimstein para la cadena Televisa, emitida por El Canal de las Estrellas desde el 20 de mayo hasta el 4 de octubre de 1985. Fue protagonizada por Manuel Saval y Laura Flores, y antagonizada por Patsy. es secuela de la telenovela Los años felices (1984-1985), también producida por Pimstein y protagonizada por Enrique Lizalde y Alma Muriel. Esta telenovela es una versión de la radionovela La galleguita de la cubana Inés Rodena.

## Elenco
- Laura Flores - María
- Manuel Saval - Rodolfo
- Guillermo Murray - Alejandro
- Patsy - Fabiola Montesinos
- Martha Roth - Mercedes
- Isabela Corona - Apolonia
- Luis Uribe - Gustavo
- Fernando Ciangherotti - Armando
- Bárbara Gil - Úrsula
- Rubí Ré - Virginia
- Alberto Inzúa - Sr. Tovar
- Aurora Clavel - Chole
- Aurora Molina - Petra
- Ernesto Laguardia - Cuco
- Bolívar Hack - Luciano
- Ada Carrasco - Lencha
- Jorge Santos - Arturo
- Eduardo Díaz Reyna - Felipe
- Beatriz Moreno - Fresia
- Mónica Prado
- Gerardo Murguía
- María Fernanda Morales
- Nadia Haro Oliva
- Gloria Morell
- Ricardo Cervantes

## Premios y nominaciones

### Premios TVyNovelas 1986
| Categoría     | Nominada | Resultado |
| ------------- | -------- | --------- |
| Mejor villana | Patsy    | Nominada  |

## Equipo de producción
- Original de: Inés Rodena
- Libreto: Carlos Romero
- Adaptación: Valeria Phillips
- Tema original: Los años pasan
- Jefe de producción: Angelli Nesma Medina
- Productor asociado: Eugenio Cobo
- Director de cámaras: Leopoldo Terrazas
- Director de escena: Jorge Sánchez Fogarty
- Productor: Valentín Pimstein

## Versiones
- Los años pasan es versión de la radionovela La galleguita, de Inés Rodena. Otras versiones son:
  - El engaño, telenovela venezolana producida en 1968, protagonizada por Conchita Obach y Raúl Amundaray.
  - Viviana, telenovela mexicana producida en 1978 de la mano de Valentín Pimstein, protagonizada por Lucía Méndez y Héctor Bonilla.
  - Segunda parte de Valentina, telenovela mexicana producida en 1993, protagonizada por Verónica Castro y Rafael Rojas.
  - Camila, telenovela mexicana producida en 1998, protagonizada por Biby Gaytán y Eduardo Capetillo.

## Enlaces
- Página en Alma-latina.net

- Datos: Q5980645